# Expédition 15 (ISS)
Insigne de la mission
Équipage de l'expédition 15
Chronologie
Expédition 14 Expédition 16
Expédition 15 est la 15e mission vers la Station spatiale internationale. Quatre membres d'équipage participèrent à cette mission.

## Équipages

### Premier équipage (avril 2007àjuin 2007)
- Fyodor Yurchikhin (2) ISS Commander -  Russie
- Oleg Kotov (1) ISS Flight Engineer -  Russie
- Sunita Williams (1) ISS Flight Engineer -  États-Unis

### Second équipage (juin 2007àoctobre 2007)
- Fyodor Yurchikhin (2) ISS Commander -  Russie
- Oleg Kotov (1) ISS Flight Engineer -  Russie
- Clayton Anderson (1) ISS Flight Engineer -  États-Unis

Le chiffre entre parenthèses indique le nombre de vols spatiaux effectués par l'astronaute, Expédition 15 incluse.

## Sorties dans l'espace
1. 30 mai 2007 - Yurchikhin/Kotov, 5 heures et 25 minutes
2. 6 juin 2007 - Yurchikhin/Kotov, 5 heures et 37 minutes

Total : 11 heures et 2 minutes